# Kalabr
| System                                 | Oddział    | Piętro           | Wiek (mln lat) |
| -------------------------------------- | ---------- | ---------------- | -------------- |
| Czwartorzęd                            | Holocen    | Megalaj          | obecnie–0,0042 |
| Czwartorzęd                            | Holocen    | Northgrip        | 0,0042–0,0082  |
| Czwartorzęd                            | Holocen    | Grenland         | 0,0082–0,0117  |
| Czwartorzęd                            | Plejstocen | Późny Plejstocen | 0,0117–0,129   |
| Czwartorzęd                            | Plejstocen | Chiban           | 0,129–0,774    |
| Czwartorzęd                            | Plejstocen | Kalabr           | 0,774–1,80     |
| Czwartorzęd                            | Plejstocen | Gelas            | 1,80–2,58      |
| Paleogen                               | Oligocen   | Szat             | starsze        |
| Podział neogenu według IUGS, luty 2022 |            |                  |                |

Kalabr (ang. Calabrian):
- w sensie geochronologicznym: drugi wiek plejstocenu (era kenozoiczna), trwający około miliona lat (od 1,80 mln do 781 tys. lat temu). Kalabr jest młodszy od gelasu, a starszy od środkowego plejstocenu

- w sensie chronostratygraficznym: drugie piętro plejstocenu, wyższe od gelasu, a niższe od środkowego plejstocenu.

Stratotyp dolnej granicy kalabru znajduje się w miejscowości Vrica koło Crotone w Kalabrii we Włoszech. Nazwa piętra (wieku) pochodzi od nazwy tego regionu. W najnowszym podziale stratygraficznym ICS kalabr jest drugim wiekiem/piętrem plejstocenu i czwartorzędu, w dawniejszym podziale (1985–2011) rozpoczynał tę epokę i okres. Jednostka ta była używana w literaturze geologicznej już od drugiej dekady XX wieku.